# Roman Kopylov
Roman Kopylov (4 de mayo de 1991) es un artista marcial mixto ruso que compite en la división de peso medio del Ultimate Fighting Championship (UFC).

## Primeros años
Roman Kopylov nació en Shchebzavod, un pequeño pueblo de la región rusa de Kemerovo, y comenzó su andadura en las artes marciales a la edad de 9 años. Sus padres, ambos ex deportistas, alimentaron su pasión por el combate cuerpo a cuerpo. Poco a poco, Kopylov comenzó a ganar trofeos en varios niveles, desde competencias urbanas hasta regionales y de nivel superior a partir de 2010. Sirvió en la Guardia Nacional del Distrito de Siberia, donde continuó compitiendo en artes marciales. Después de graduarse de una rama de la Universidad Estatal de Kemerovo en 2014, se aventuró en las artes marciales mixtas.
Kopylov es cinco veces campeón mundial de sambo de combate cuerpo a cuerpo , y también ha ganado varios campeonatos europeos y rusos. Obtuvo títulos en economía y educación física de la Universidad Estatal de Kemerovo y del Instituto Novokuznetsk. Su ídolo de MMA es Fedor Emelianenko.

## Carrera de artes marciales mixtas

### Carrera temprana
Roman Kopylov comenzó su carrera en MMA en Ufa en abril de 2016 en el torneo WCSA. Su primera pelea fue contra Filipe Aiyugono de Guinea. A pesar de ser su debut, Román logró ganar por decisión unánime luego de pelear todos los rounds. Más tarde, en 2016, Roman luchó en el ring de la Liga S-70 y noqueó a un oponente extranjero. Mantuvo carreras tanto en MMA como en RB y demostró un nivel de habilidad inigualable.
A finales de 2016, Roman luchó contra Islam Gugov en la DIA, antes de firmar un contrato con Fight Nights Global. Derrotó a Artem Shokalo y Jacob Ortiz, luego regresó a la Liga S-70 para obtener otra victoria. Luego peleó por el Campeonato de Peso Medio de Fight Nights contra Abusupyan Alikhanov, quien tuvo una racha de 9 victorias. Roman aumentó su ritmo ronda tras ronda, y la esquina de su oponente se rindió después de la cuarta ronda.
A finales de 2018, Roman ganó una pelea por el título contra el legendario Yasubei Enomoto en un torneo conjunto entre Fight Nights y GTC. A pesar del impresionante historial y experiencia de Enomoto, la presión de Roman resultó demasiado y Enomoto perdió en el cuarto asalto después de un fuerte golpe en el cuerpo.
Después de esta victoria, el manager de Roman, Alexander Skaredin, comenzó a organizar una pelea con Magomed Ismailov, pero los planes se pospusieron indefinidamente cuando Magomed dejó Fight Nights para unirse a ASA.

### Ultimate Fighting Championship
Más tarde, los casamenteros de UFC le ofrecieron a Kopylov un contrato por 4 peleas. Estaba programado para pelear contra Krzysztof Jotko en San Petersburgo el 20 de abril de 2019 en UFC Fight Night 149. Sin embargo, Kopylov se retiró de la pelea el 22 de marzo alegando lesión.
Kopylov hizo su debut en UFC contra Karl Roberson el 9 de noviembre de 2019 en UFC Fight Night 163. Perdió la pelea por sumisión en el tercer asalto, su primera derrota en MMA.
Kopylov estaba programado para reemplazar a Punahele Soriano contra Eric Spicely en UFC on ESPN: Ngannou vs. Rozenstruik el 28 de marzo de 2020. Sin embargo, el evento se pospuso debido a la pandemia de COVID-19, por lo que la pelea fue descartada.
Su siguiente oportunidad fue contra Tom Breese en Abu Dhabi el 4 de octubre de 2020 en UFC on ESPN: Holm vs. Aldana. Sin embargo, Kopylov fue retirado de la pelea ya que tanto él como su entrenador dieron positivo por coronavirus a su llegada y tuvieron que aislarse durante 3 semanas.
Luego, estaba programado que Kopylov se enfrentara a Sam Alvey el 31 de julio de 2021, en UFC on ESPN 28. Sin embargo, Kopylov no pudo obtener su visa estadounidense a tiempo y la pelea fue cancelada.
Kopylov se enfrentó a Albert Duraev el 30 de octubre de 2021 en UFC 267. Perdió la pelea por decisión unánime.
Kopylov estaba programado para enfrentarse a Jordan Wright en UFC Fight Night: Lemos vs. Andrade el 23 de abril de 2022. Sin embargo, Kopylov se retiró de la pelea y fue reemplazado por Marc-André Barriault.
Kopylov se enfrentó a Alessio Di Chirico el 3 de septiembre de 2022 en UFC Fight Night 209. Ganó la pelea por nocaut en el tercer asalto.
Kopylov se enfrentó a Punahele Soriano el 14 de enero de 2023 en UFC Fight Night 217. Ganó la pelea por nocaut técnico después de derribar a Soriano con una patada al cuerpo en el segundo asalto. Esta victoria le valió el bono Actuación de la noche.
Kopylov estaba programado para enfrentarse a Josh Fremd el 17 de junio de 2023 en UFC on ESPN 47. Sin embargo, la pelea nunca se materializó y Kopylov se enfrentó a Claudio Ribeiro en UFC 291 el 29 de julio de 2023. Kopylov ganó la pelea por nocaut con una patada a la cabeza en el segundo asalto.
Kopylov estaba programado para enfrentar a Anthony Hernandez, reemplazando a Chris Curtis el 16 de septiembre de 2023, en UFC Fight Night 227. Sin embargo, Curtis se retiró debido a una lesión en las costillas y fue reemplazado por Roman Kopylov. Sin embargo, Hernández se retiró de la pelea debido a un ligamento desgarrado y fue reemplazado por Josh Fremd. Kopylov ganó la pelea por nocaut con un golpe al cuerpo en el segundo asalto. Esta victoria le valió el premio Actuación de la noche.
Kopylov enfrentó a Anthony Hernandez, reemplazando al lesionado Ikram Aliskerov, el 17 de febrero de 2024, en UFC 298. En una pelea competitiva, Kopylov perdió por un estrangulamiento por detrás en el segundo asalto.
Kopylov enfrentó a César Almeida el 1 de junio de 2024 en UFC 302. Ganó la pelea por decisión dividida.
Está previsto que Kopylov enfrente a Brunno Ferreira el 24 de agosto de 2024 en UFC Fight Night 243.

## Campeonatos y logros
- Ultimate Fighting Championship
  - Actuación de la Noche (dos veces) vs. Punahele Soriano y Josh Fremd[21][28]
- Fight Nights Global
  - Campeonato de peso mediano de Fight Nights (una vez)
    - Una defensa exitosa

## Récord de artes marciales mixtas
| Resultado | Récord | Oponente            | Método                                | Evento                                      | Fecha                    | Ronda | Tiempo | Localización         | Notas                                                                                    |
| --------- | ------ | ------------------- | ------------------------------------- | ------------------------------------------- | ------------------------ | ----- | ------ | -------------------- | ---------------------------------------------------------------------------------------- |
| Victoria  | 13–3   | César Almeida       | Decisión (dividida)                   | UFC 302                                     | 1 de junio de 2024       | 3     | 5:00   | Newark, Nueva Jersey |                                                                                          |
| Derrota   | 12–3   | Anthony Hernandez   | Sumisión (rear-naked choke)           | UFC 298                                     | 17 de febrero de 2024    | 2     | 3:23   | Anaheim, California  |                                                                                          |
| Victoria  | 12–2   | Josh Fremd          | KO (puñetazo al cuerpo)               | UFC Fight Night: Grasso vs. Shevchenko 2    | 16 de septiembre de 2023 | 2     | 4:44   | Las Vegas, Nevada    | Actuación de la noche.                                                                   |
| Victoria  | 11–2   | Claudio Ribeiro     | KO (patada a la cabeza)               | UFC 291                                     | 29 de julio de 2023      | 2     | 0:33   | Salt Lake City, Utah |                                                                                          |
| Victoria  | 10–2   | Punahele Soriano    | TKO (patada al cuerpo y golpes)       | UFC Fight Night: Strickland vs. Imavov      | 14 de enero de 2023      | 2     | 3:19   | Las Vegas, Nevada    | Actuación de la noche.                                                                   |
| Victoria  | 9–2    | Alessio Di Chirico  | KO (golpes)                           | UFC Fight Night: Gane vs. Tuivasa           | 3 de septiembre de 2022  | 3     | 1:09   | Paris                |                                                                                          |
| Derrota   | 8–2    | Albert Duraev       | Decisión (unánime)                    | UFC 267                                     | 30 de octubre de 2021    | 3     | 5:00   | Abu Dhabi            |                                                                                          |
| Derrota   | 8–1    | Karl Robertson      | Sumisión (rear-naked choke)           | UFC Fight Night: Magomedsharipov vs. Kattar | 9 de diciembre de 2019   | 3     | 4:01   | Moscu                | A Kopylov se le dedujo un punto en la ronda 3 debido a un pinchazo accidental en el ojo. |
| Victoria  | 8–0    | Yasubey Enomoto     | KO (puñetazo al cuerpo)               | Fight Nights Global 91                      | 27 de diciembre de 2018  | 4     | 3:39   | Moscu                | Defendió el campeonato de peso medio de FNG.                                             |
| Victoria  | 7–0    | Abusupyan Alikhanov | TKO (parada en la esquina)            | Fight Nights Global 85                      | 30 de marzo de 2018      | 4     | 5:00   | Moscu                | Ganó el campeonato de peso medio de FNG.                                                 |
| Victoria  | 6–0    | Luiz Gustavo Dutra  | KO (puñetazo)                         | S-70: Plotforma Cup 2017                    | 8 de agosto de 2017      | 1     | 3:15   | Sochi                |                                                                                          |
| Victoria  | 5–0    | Kobe Ortiz          | TKO (parada en la esquina)            | Fight Nights Global 69                      | 30 de junio de 2017      | 2     | 5:00   | Novosibirsk          |                                                                                          |
| Victoria  | 4–0    | Artem Shokalo       | TKO (golpes)                          | Fight Nights Global 59                      | 23 de febrero de 2017    | 3     | 4:11   | Khimki               | Regresó al peso medio.                                                                   |
| Victoria  | 3–0    | Islam Gugov         | KO (patada giratoria hacia el cuerpo) | ACB 49: Rostov Onslaught                    | 26 de noviembre de 2016  | 2     | 3:57   | Rostov-on-Don        | Peso pactado en (190 lb)                                                                 |
| Victoria  | 2–0    | José Santos         | KO (puñetazo)                         | S-70: Plotforma Cup 2016                    | 21 de agosto de 2016     | 3     | 4:52   | Ufa                  | Debut en peso semipesado.                                                                |
| Victoria  | 1–0    | Felipe Nsue         | Decisión (unánime)                    | WCSA Combat Ring 18: X-Fight                | 1 de abril de 2016       | 3     | 5:00   | Ufa                  | Debut en peso medio. Ganó el campeonato de peso medio de WCSA                            |